# Helena Cholewicka
Helena Antonina Cholewicka (ur. 20 stycznia 1848 w Warszawie, zm. 13 grudnia 1883 w Nicei) – polska artystka baletu, jedyna tytularna „primaballerina assoluta” w historii Warszawskich Teatrów Rządowych.

## Życiorys
Była córką Franciszka Józefa i Marii z Wojciechowskich Cholewickich. Jej siostra Teodora też została tancerką. Jej ciotką była Konstancja Wiktoria Rokossowska (z domu Cholewicka), babka późniejszego marszałka ZSRR i Polski Konstantego Rokossowskiego. Konstancja Wiktoria i Franciszek Józef byli przyrodnim rodzeństwem (mieli tego samego ojca).
Helena była wychowanką szkoły baletowej Teatru Wielkiego. Jeszcze jako uczennica w 1862 roku tańczyła w kankanie z baletu Modniarki (debiut) i jako motylek w balecie Geniusz różowy. Z dniem 1 września 1862 roku została zaangażowana do zespołu baletu Warszawskich Teatrów Rządowych. Była wybitnie utalentowana i już 13 marca 1864 roku zatańczyła partię tytułową w Sylfidzie, a w grudniu 1866 roku także rolę Zeliny w Rozbójniku morskim. W 1867 roku dyrekcja WTR wysłała ją do Mediolanu i Paryża, gdzie przez pewien czas uczyła się pod okiem legendarnej baleriny romantycznej Marii Taglioni, która była wówczas pedagogiem szkoły baletowej Opery Paryskiej.
Po powrocie do Warszawy, 1 października 1868 roku zatańczyła tytułową partię w Giselle i wystąpiła w roli Medory w Korsarzu (1869). Trzy ostatnie role przejęła po emigracji dotychczasowej primabaleriny Teatru Wielkiego Kamili Stefańskiej. Tańczyła też m.in. Lizettę (Córka źle strzeżona, 1870), Henriettę (Tancerze europejscy w Chinach) i Helenę (Figle szatana, 1870). Była  niezwykle urodziwa i wysoko oceniana za pracowitość, cieszyła się wielka sympatią publiczności. Szybko zajęła czołowe miejsce w zespole baletu. W dniu 29 stycznia 1872 roku jako pierwsza i jedyna w historii warszawskiej sceny baletowej otrzymała tytuł „primaballerina assoluta”, nadany jej przez ówczesnego namiestnika Królestwa Polskiego Fiodora Berga. Występowała także w innych głównych partiach baletowych, m.in. w Meluzynie, 1873, Jotcie, 1876, Katarzynie, córce bandyty, 1879, a także jako Kwiaciarka Jadwiga (Pan Twardowski, 1874), Freja (Bogini Walhalli, 1875), Topaz (Flick i Flock, 1870), Adelina (Modniarki, 1878) i Kapłanka Tasyr (Indie, 1880).
W styczniu i lutym 1873 roku tańczyła gościnnie w Teatrze San Carlo w Neapolu, gdzie została wyróżniona Złotym Medalem, a w lipcu tego roku trzykrotnie wystąpiła na scenie Opery Wiedeńskiej.
Leczyła się na gruźlicę, ale mimo cyklicznych wyjazdów do uzdrowisk musiała zakończyć karierę. Pierwszy raz poprosiła o zwolnienie w 1878 roku, ale występowała jeszcze kilka lat. Ostatni raz zatańczyła 3 listopada 1881 roku (partia solowa w divertissement z opery Elda). W dniu 16 czerwca 1882 roku w Teatrze Wielkim zorganizowano jej pożegnalny benefis, w którym wzięły udział wszystkie zespoły Warszawskich Teatrów Rządowych. Z powodu wczesnego zakończenia kariery miała potem trudności z otrzymaniem emerytury. Dostała ją dopiero krótko przed śmiercią, w 1883 roku, po interwencji w Petersburgu. Jesienią 1882 roku wyjechała jednak na Riwierę francuską i w rok później zmarła w Nicei.
Na motywach życia i kariery Heleny Cholewickiej powieść o artystce pt. Tancerka napisała w 2017 roku Weronika Wierzchowska.